# Чехова, Мария Александровна
Мари́я Алекса́ндровна Че́хова (урождённая Аргама́кова; 18 января 1866 года, Санкт-Петербург — 8 апреля 1937 года, Москва) — русская социалистка-феминистка, суфражистка и педагог, редактор журнала «Союз женщин». Основательница Союза за равноправие женщин в 1905 году. Организовывала петиции за избирательное право женщин, входила в состав организационного комитета первого «Всероссийского женского съезда» в конце 1908 года.

## Биография
М. А. Чехова родилась 18 января 1866 года в Санкт-Петербурге, в семье воспитателя Первой Санкт-Петербургской военной гимназии А. П. Аргамакова. Её мать умерла, когда ей было шесть лет. В 1877 году отец снова женился. В 1880 году его перевели работать в Иркутск, а Мария осталась жить с бабушкой в Петербурге.
В 1886 году Мария Аргамакова окончила Педагогические женские курсы Ведомства императрицы Марии по специальности «Математика». В 1889 году основала свою собственную школу в Санкт-Петербурге, которая просуществовала до 1916 года.
В 1890 году вышла замуж за Николая Чехова. Чеховы прожили с 1890 по 1904 год в провинции, где они основали несколько школ. Имели четырёх дочерей и трёх сыновей. В 1904 году они переехали в Москву, где вступили в местный учительский Союз.

## Деятельность
В феврале 1905 года Чехова участвовала в создании Союза равноправности женщин, была его секретарем и сидела в его центральном бюро. Её муж был единственным мужчиной в бюро.
В 1908—1910 гг. была председательницей Российской Лиги равноправия женщин.